# Луис Петков Найденов
Луис Карлос Петков Найденов или Луис Карлос Петкоф Найденоф (роден на 13 юли 1967 г.) е аржентински адвокат и политик от български произход. Той е национален сенатор и лидер на опозиционната политическа коалиция Заедно за промяна в Сената на Аржентина и председател на партия Радикален граждански съюз.

## Биография
Найденов е роден в района на Ел Колорадо. Учи в Ел Колорадо и Кориентес и се дипломира като юрист в Североизточния национален университет. Работил е като адвокат във Формоза. Бил е председател на Асоциацията на младите юристи 1996–98.
Найденоф е избран за градски съветник на Формоза през 1999 г. През 2005 г. е избран в Сената на Аржентина. Бил е кандидатът за губернатор на Формоза през 2007 г. Бил е председател на парламентарната комисия за права и защита. От 2011 г. е за председател на Радикален граждански съюз.